# Blaise-sous-Arzillières
Blaise-sous-Arzillières ist eine französische Gemeinde im Département Marne in der Region Grand Est. Sie hat eine Fläche von 6,88 km² und 318 Einwohner (2022).
Die Gemeinde liegt am ehemaligen Unterlauf der Blaise, etwa sechs Kilometer südlich der Kleinstadt Vitry-le-François. Die Marne bildet teilweise die nordöstliche Gemeindegrenze von Blaise-sous-Arzillières.

## Weblinks

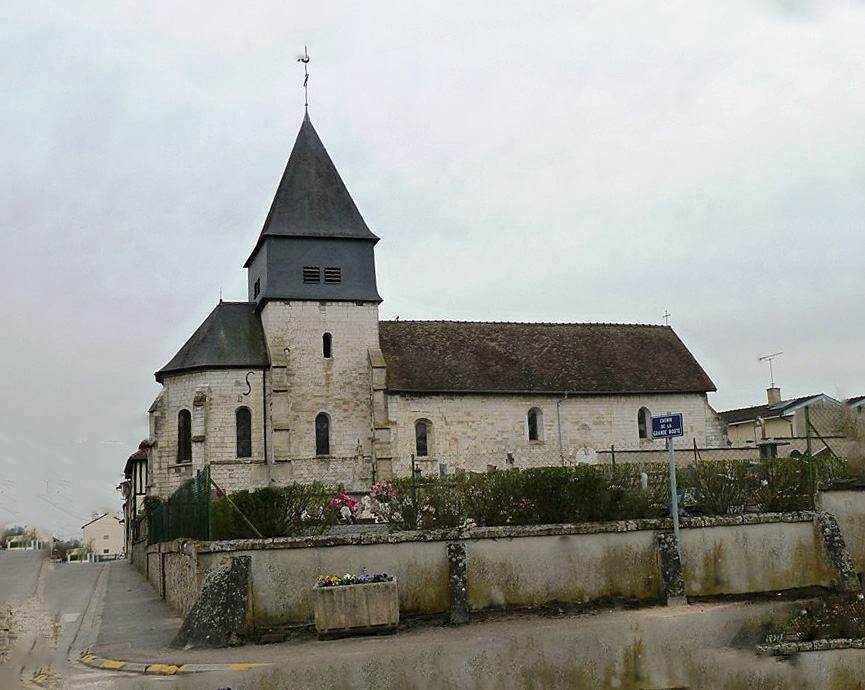
Kirche

## Bevölkerungsentwicklung
| Jahr                       | 1962 | 1968 | 1975 | 1982 | 1990 | 1999 | 2005 | 2010 | 2018 |
| -------------------------- | ---- | ---- | ---- | ---- | ---- | ---- | ---- | ---- | ---- |
| Einwohner                  | 434  | 508  | 480  | 414  | 396  | 377  | 359  | 336  | 336  |
| Quellen: Cassini und INSEE |      |      |      |      |      |      |      |      |      |